# Metoligotoma convergens
Metoligotoma convergens is een insectensoort uit de familie Australembiidae, die tot de orde webspinners (Embioptera) behoort. De soort komt voor in Australië.
Metoligotoma convergens is voor het eerst wetenschappelijk beschreven door Davis in 1938.